# Gerrit van Bronckhorst
Gerrit o Gerard Janszoon van Bronckhorst o Bronchorst (Utrecht, 1636  o 1638 – Utrecht, 19 marzo 1673) è stato un pittore e disegnatore olandese del secolo d'oro.

## Biografia
Figlio di Jan Gerritsz van Bronckhorst e fratello minore di Johannes van Bronckhorst, fu istruito nell'arte della pittura dal padre, assieme al fratello.
Nel 1648 partì assieme al fratello maggiore alla volta di Roma, dove rimase fino al 1654, quando ritornò con Johannes in patria. Durante il suo soggiorno romano si affiliò alla Schildersbent.
Dal 1654 al 1664 si stabilì ad Amsterdam, dove, nel 1664, assistette ad un accoltellamento: durante questo periodo probabilmente si recò varie volte ad Utrecht, dove si fermò stabilmente nel 1665. Dal 1665 al 1667 presiedette la locale Corporazione di San Luca.
Il 14 maggio 1667 sposò la ricca Margaretha van Berck e nel luglio dello stesso anno concluse i suoi rapporti con la Corporazione di San Luca e smise di dipingere per dedicarsi alla carriera politica. Nel 1670 divenne consigliere e nel 1671 tesoriere ad Utrecht.
Dipinse soggetti mitologici e paesaggi con rovine e ninfe, ovvero paesaggi italiani, ritratti, soggetti religiosi e architetture. Il suo stile si rifà a quello di Cornelis van Poelenburch, tanto da poterlo considerare un suo seguace.

## Opere
- Paesaggio arcadico con pastori a riposo presso una fontana ed un obelisco, olio su tavola, 47,6 x 36,8 cm, firmato e inscritto[4]
- Cimon et Ephigene, olio su tela, 165 x 195 cm, firmato[5]
- Glauco e Scilla, olio su tavola, 34,3 x 27 cm, 1650-1659, firmato[6]